# Heteropogon senilis
Heteropogon senilis là một loài ruồi trong họ Asilidae. Heteropogon senilis được Bigot miêu tả năm 1878. Loài này phân bố ở vùng Tân Bắc giới.